# Romain Schneider

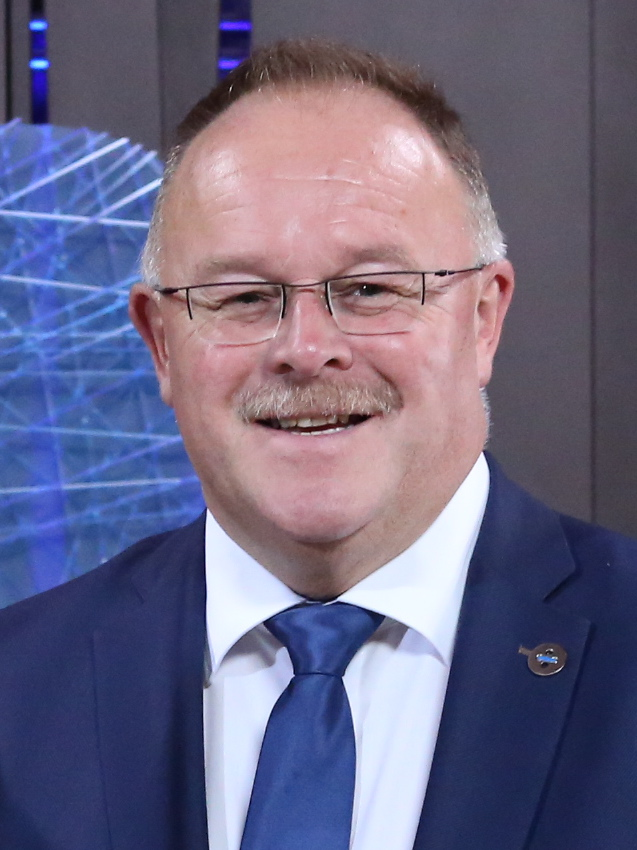
Romain Schneider (2017)

Romain Schneider (* 15. April 1962 in Wiltz) ist ein luxemburgischer Politiker.
Romain Schneider ist seit 1981 Mitglied der sozialdemokratischen LSAP. Auf kommunaler Ebene war er von 1994 bis 1999 Mitglied des Gemeinderates der Gemeinde Wiltz. Von 1999 bis 2009 war er Bürgermeister der Gemeinde. 
Auf nationaler Ebene wurde er erstmals 2004 ins luxemburgische Parlament gewählt. Von 2004 bis 2009 war er Generalsekretär seiner Partei. 2009 wurde er ins Parlament wiedergewählt und zum Minister für Landwirtschaft, Weinbau und ländliche Entwicklung sowie für Sport ernannt. Außerdem war er delegierter Minister für den Bereich Solidarwirtschaft. In der Regierung Bettel-Schneider war er Minister für soziale Sicherheit, Minister für Entwicklungszusammenarbeit und humanitäre Angelegenheiten sowie Minister für Sport. Nach der Kammerwahl 2018 blieb er bis zu seinem Rücktritt im Januar 2022 Minister in der Regierung Bettel-Schneider/Kersch-Braz/Bausch. Dabei übernahm er die Ressorts Landwirtschaft, Weinbau und ländliche Entwicklung sowie Soziale Sicherheit. 
Beruflich war er Beamter bei der luxemburgischen Agentur für Arbeit (Adem).